# Eduardo Álvarez Puga
Eduardo Álvarez Puga (Cortegada, 5 de agosto de 1930-Barcelona, 31 de mayo de 2021) fue un periodista e historiador español, reconocido ampliamente por sus publicaciones en contra de la ideología derechista.

## Trayectoria
Álvarez Puga nació en Cortegada (Orense) en 1930. Se licenció en Derecho por la Universidad de Santiago de Compostela y en Periodismo en la Escuela Oficial de Barcelona.
Fue colaborador del Diario de Barcelona  entre 1969 y 1972, director del semanario Mundo entre 1973 y 1977, y de Dossier Mundo entre 1975 y 1976. Fue también subdirector de La Voz de Cataluña en 1976, redactor de Meridiano en 1977, director de Revisión  en 1977, subdirector de Mundo Diario entre 1977 y 1979, y director de Interviú en 1980. En 1977 escribió Pueblo.

## Publicaciones
- Historia de la Falange, Editorial Dopesa: En este libro Álvarez Puga describe la prehistoria del movimiento falangista; José Antonio Primo de Rivera; la segunda unificación; desenvolvimiento de la Falange española de las J. O. N. S; viviendo en la clandestinidad; el comienzo de las hostilidades; la unificación; la caída de Manuel Hedilla y el nuevo partido; la Falange de la paz
- Abajo la democracia, B Ediciones ISBN 84-6662-065-6: Esta obra Álvarez Puga analiza la larga marcha que ha conducido al mundo a la tiranía de un imperio nuevo y poderoso capaz de extender su dominio a todas las actividades humanas y cuyas fronteras coinciden con los confines del planeta.
- Matesa, más allá del escándalo, Editorial Dopesa ISBN 84-7235-205-6: Álvarez Puga escribe sobre Matesa, empresa productora de maquinaria textil, se vio envuelta en el mayor escándalo financiero a finales del franquismo, provocando una crisis de gobierno
- Diccionario de la Falange, Editorial Dopesa ISBN 84-7235-302-8
- La irracionalidad nacionalista, B Ediciones ISBN 84-6660-007-8: La llamada de la patria; Pesadillas nacionalistas en el sueño de la razón; La trilogía del terror: nacionalsocialismo, nacionalfascismo y nacionalsindicalismo; La feria de los nacionalismos; La guerra de las mil lenguas; Las historietas nacionalistas de la historia; El gran artificio de la nación.
- Maldito mercado: manifiesto contra el fundamento neoliberal, B Ediciones ISBN 84-406-6700-0